# Boulevard Valcartier
Le boulevard Valcartier est une artère d'orientation nord-sud reliant Saint-Gabriel-de-Valcartier au quartier de Loretteville, à Québec. C'est un segment de la route 371.

## Situation et accès
Le boulevard a une longueur d'environ 14,7 km. Il s'agit d'une route bidirectionnelle de deux voies. Son tracé est rectiligne.
Le boulevard débute au sud à la jonction de la rue Racine. Sur son parcours, il croise entre autres le boulevard des Étudiants, la rue de la Faune, la rue du Golf, la rue de la Rivière-Nelson, la rue Lepire, la route Léo-Major et la 5e avenue. Au nord, le boulevard se termine en franchissant la rivière Jacques-Cartier sur le pont Clark. Au-delà, le boulevard devient le chemin Redmond.

## Historique
La route est ouverte vers 1798. Au XIXe siècle, l'appellation de « route de Stoneham et du lac Saint-Charles » est utilisé, en référence aux lieux desservis.
Son nom actuel lui est attribué le 14 juillet 1964 à Loretteville, en remplacement de « rue Saint-Ambroise » qui avait cours depuis 1935. Néanmoins, avant 1935, l'artère était déjà nommée « route Valcartier ». L'odonyme est officialisé par la Commission de toponymie en deux temps, d'abord le 13 décembre 1988 pour sa partie à Québec et le 29 mars 1996 pour Saint-Gabriel-de-Valcartier.